# Ormetica bonora
Ormetica bonora là một loài bướm đêm thuộc phân họ Arctiinae, họ Erebidae.